# 彰化北門福德祠
24°04′47″N 120°32′25″E / 24.079655°N 120.540161°E
彰化北門福德祠，是位於臺灣彰化縣彰化市長樂里巷弄內的土地祠，祭祀彰化縣城的北門土地公，擁有多筆彰化市地產。

## 沿革

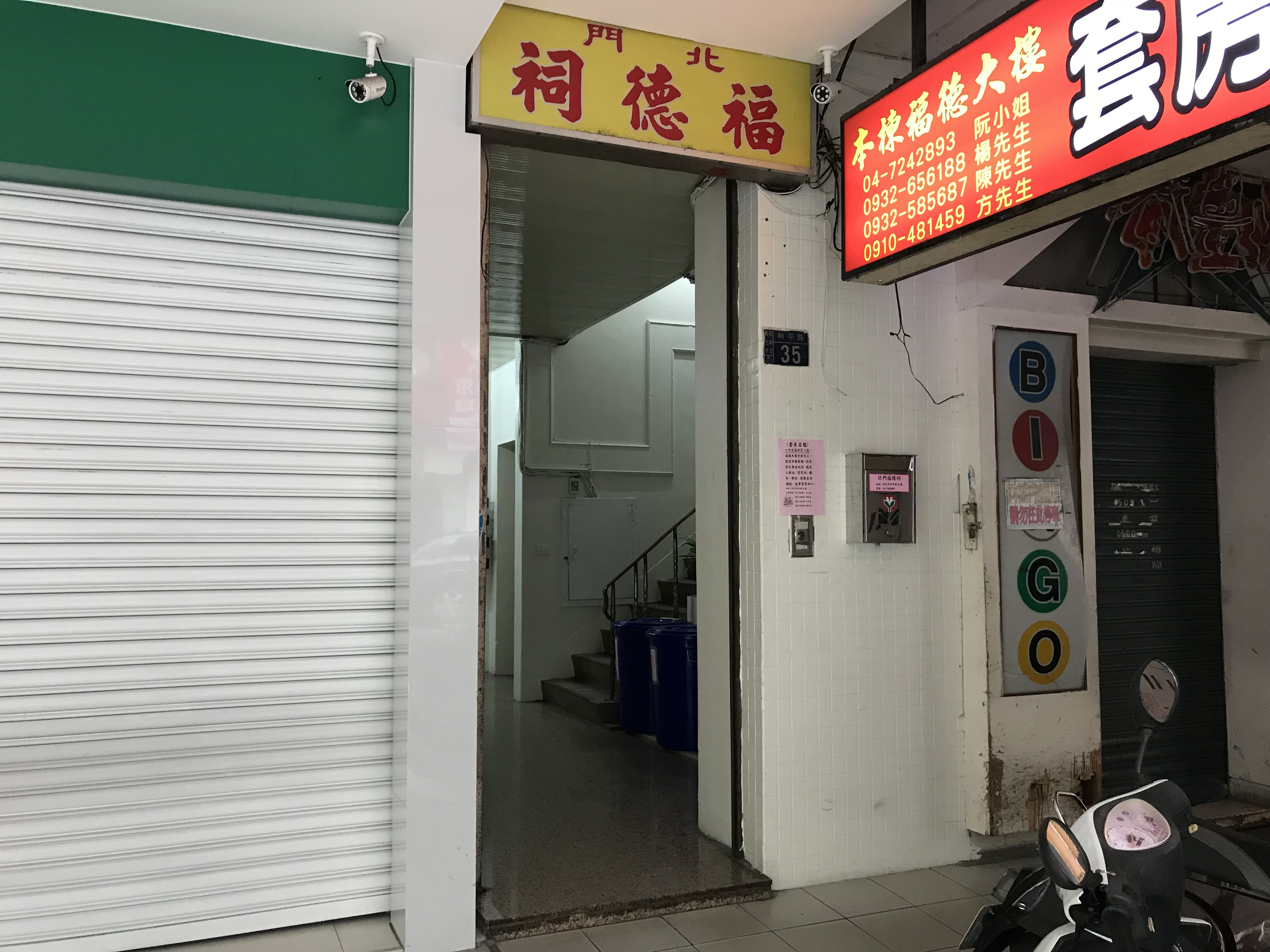
彰化市福德大樓往北門福德祠的入口。

往昔，彰化縣城的樂耕門（東門），慶豐門（西門）、宜平門（南門）、拱辰門（北門）內側近處各有一座土地公廟。其中，位於北門的北門福德祠是嘉慶十五年（1810年）由仕紳吳拔英提倡捐募基金購置。最初廟地有四十餘坪，可舉辦酬神戲，1933年又因道路拓寬等因素被迫遷建。每年逢農曆二月初二的頭牙、八月十五日中秋節這兩天，都會舉行大拜拜。四座城門土地公廟中，僅彰化西門福德祠留在原處。
1972年10月8日凌晨1點多，彰化市陳稜路34號的莊政達百貨行發生火災，因附近幾處消火栓都無水源，火勢蔓延，導致和平路與陳稜路鬧區三十餘家木造樓房商店、住宅、和土地廟全部被焚，柯銀漢等人成為受災戶。此廟因受木造店鋪波及而毀，直到1983年才重建，該年重建完成。
新廟位在彰化市三角公園附近、小林眼鏡後方小巷內的大樓底下，所處的巷弄只容兩輛機車會車，廟址為和平路35號。據身為信徒的柯銀漢指出，信徒有人主張重建得大一點，但有人認為地點位於地王，應興建商業大樓，廟可以建小一點，最後決定土地公廟建在商業大樓後面，使得廟地佔地只數坪，相當不起眼。
廟所處的福德商業大樓，為地下一層、地上七層、總坪數六百多坪的建物。廟方在該樓中保留一層當辦公室與聚會場地，供信徒參拜。

## 地產

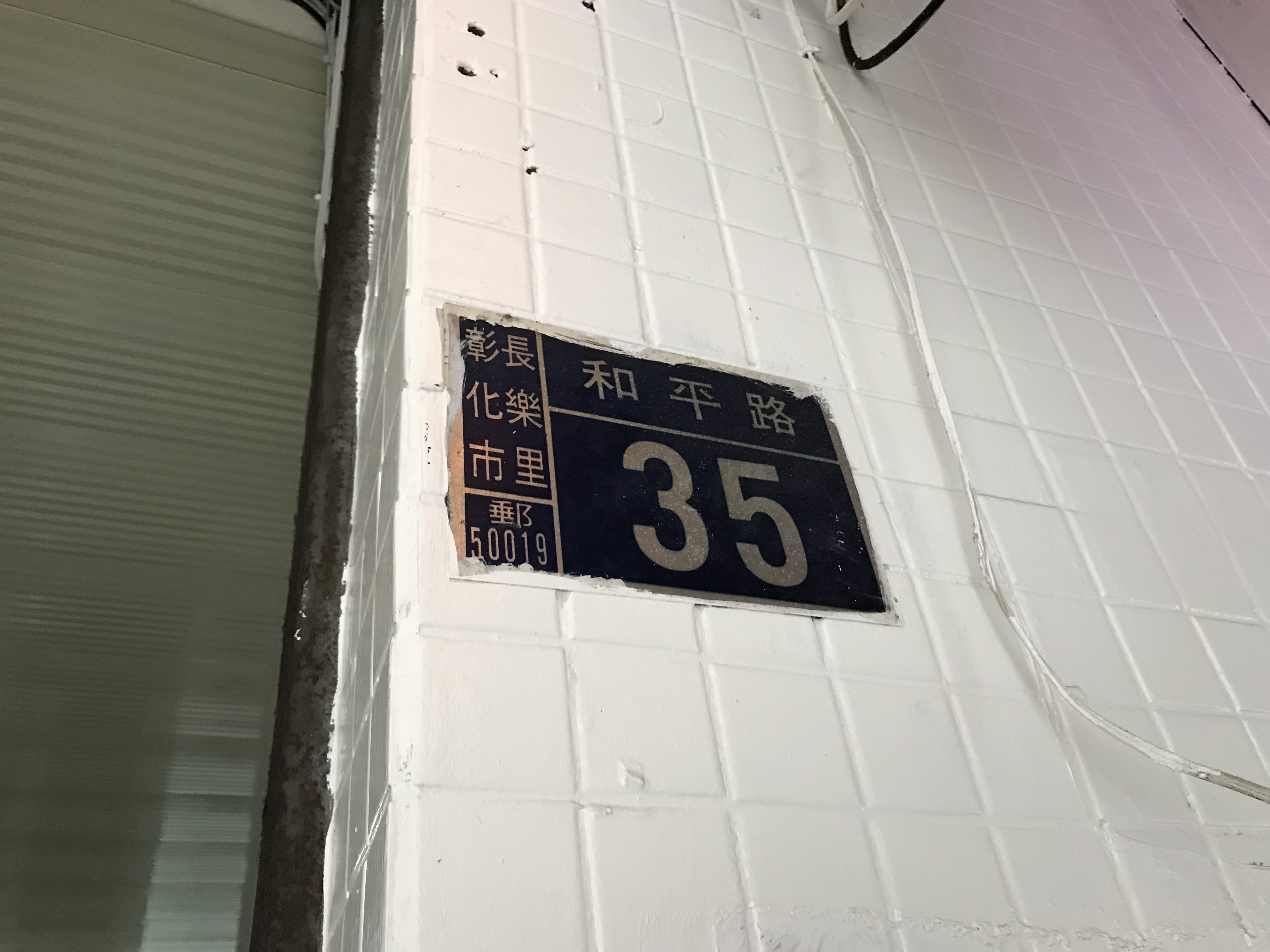
位在長樂里。

北門福德祠所地點雖不醒目，但被記者掛上「大地主」的稱呼。早期，管理委員們擔心大筆的香油錢現金不易管理，便決定以買土地方式理財，陸續在彰化市郊區購置大量農田、魚塭用地，再以出租方式，收取微薄租金。自清治就開始以只買不賣的方式購買土地。經過都市重劃，當初所買土地成為彰化市的精華區，廟方隨後又在這些土地上蓋起店面，出租房屋，資產包括民權市場菜市街約兩百坪土地、十三家店面的產權，及平和路彰化銀行左側至富城賓館大樓間的十多間店家，還有另外其他鄉鎮、甚至台中縣市的土地。如有彰化段北門段北門小段的部份土地，即和平路27號與29號的房子，但1964年7月遭到租屋者抗繳房租並轉租他人，鬧上法院，遭縣府地政科用《實施都市平均地权條例》以租金過高，強制執行裁定廟產，因此廟方管理員賴粗皮、葉旺在1965年4月13日向縣長呂世明陳情。
1978年，市公所訂定《寺廟廟產土地同意第三人建築辦法》，寺廟地承租人申請建築經核准後，一年內只要繳交承租基地面積公告現值半價，給市公所寺廟室充作捐獻款，市公所即出具地上權建築使用同意書，供承租人向縣府申請建照興建房屋。2006年報導時，北門福德祠單以土地、店面的租金收入一年就達千萬元。依照當地《寺廟廟產土地同意第三人建築辦法》，承租人即使把房屋轉讓或轉租給別人，原承租人只會受到市公所處年租五倍的罰款，因此承租人雖無土地所有權狀，但既能永久使用，又不必每年繳交一再調高的地價稅，就可獲大利。
彰化人將西門福德祠、北門福德祠作比較，發展上一個走文的路線成為古蹟、一個重資產，成了巨富；記者則以埔心鄉員鹿路上的舊館福德祠作相較，雖坐擁資產價值上億元，但無法追回土地，連租金也未必收得，過去還積欠政府數十年的地價稅。類似的土地祠還有福龍山宮。
北門福德祠管委員除以租金收入從事一些公益活動外，也為信徒子女開辦獎助學金。唯，信徒採取世襲制，不允許外人加入，採父死子繼，由長子繼承信徒資格。因信徒只作內部連繫工作，平日不願招搖，所以知道此神明會內情的人並不多。
2004年台灣花卉博覽會期間，彰化市公所推出名為「借花獻佛半線情」活動，由新世紀國際旅行社設計的二日行程遊覽彰化。該活動中以北門福德祠的富有為特色，特別以土地公婆製作宣傳卡片和旗幟。